# باشگاه فوتبال تائورو
باشگاه فوتبال تائورو یک باشگاه فوتبال حرفه‌ای است که در ناحیه پدرگال در شرق پاناماسیتی، پاناما واقع شده است. این تیم در ۲۲ سپتامبر ۱۹۸۴ تاسیس شد و از سال ۱۹۸۸ در لیگ فوتبال پاناما شرکت می‌کند. بنیانگذار آن، جیانکارلو گرونچی، از طرفداران یوونتوس بود و به همین دلیل رنگ باشگاه سیاه و سفید است. آنها سیزده عنوان قهرمانی را بین سال‌های ۱۹۸۹ تا ۲۰۱۷ به دست آورده‌اند که آنها را به موفق‌ترین باشگاه در لیگ تبدیل کرده است.
حریف سنتی این باشگاه پلازا آمادور است و هماوردی این دو باشگاه به عنوان «ال کلاسیکوی پاناما» شناخته می‌شود.